# Volantis (navire)
Le Volantis  est un navire de service polyvalent pour les travaux offshore appartenant à Volstad Maritime AS et exploité par la société norvégienne DeepOcean. Il est à la fois un navire câblier et un navire effectuant des travaux de construction ou des opérations d'inspection, d'entretien et de réparation (IMR).

## Caractéristiques
Le Volantis est un navire de construction sous-marin multi-rôle à positionnement dynamique. Conçu pour fonctionner dans des conditions météorologiques extrêmes.
Son pont de travail de 1.200 m² et il possède une grue sous-marine à compensation de soulèvement actif de 150 tonnes. Il possède deux sous-marins télécommandés (ROV de travail) dont un Seaeye Panther XT III A et d'un carrousel de 2.000 tonnes pour faciliter l'installation et/ou l'enfouissement simultané de produits flexibles. En plus de la trancheuse à jet la plus puissante au monde, la 2.1 MW UT-1, le navire peut mettre en place un  ROV d'observation ou une gamme de charrues à câble et de trancheuses mécaniques.
Il y a des cabines à bord pour 81 personnes. La livraison du personnel et des marchandises peut être effectuée à l'aide d'une hélisurface.

### Articles externes
- Volantis - Site marinetraffic
- Volanis (Cable Layer) - Site DeepOcean